# Adair Village
Adair Village és una població dels Estats Units a l'estat d'Oregon. Segons el cens del 2000 tenia 536 habitants.

## Demografia
Segons el cens del 2000, Adair Village tenia 536 habitants, 170 habitatges, i 140 famílies. La densitat de població era de 862,3 habitants per km².
Dels 170 habitatges en un 52,4% hi vivien nens de menys de 18 anys, en un 64,1% hi vivien parelles casades, en un 12,9% dones solteres, i en un 17,1% no eren unitats familiars. En l'11,2% dels habitatges hi vivien persones soles el 2,4% de les quals corresponia a persones de 65 anys o més que vivien soles. El nombre mitjà de persones vivint en cada habitatge era de 3,15 i el nombre mitjà de persones que vivien en cada família era de 3,4.
Per edats la població es repartia de la següent manera: un 35,4% tenia menys de 18 anys, un 9,5% entre 18 i 24, un 32,8% entre 25 i 44, un 19% de 45 a 60 i un 3,2% 65 anys o més.
L'edat mediana era de 28 anys. Per cada 100 dones de 18 o més anys hi havia 87 homes.
La renda mediana per habitatge era de 49.000$ i la renda mediana per família de 51.667$. Els homes tenien una renda mediana de 38.750$ mentre que les dones 29.286$. La renda per capita de la població era de 16.311$. Aproximadament el 6,4% de les famílies i el 9% de la població estaven per davall del llindar de pobresa.

## Poblacions més properes
El següent diagrama mostra les poblacions més properes.